# Rimas Álvarez Kairelis
Rimas Alvarez Kairelis (Quilmes, Argentina, 22 de juliol de 1974) és un jugador de rugbi argentí, que juga al lloc de segona línia (1,99 m i 107 kg).

## Carrera

### En club
- Pucará Club Argentina
- USAP 2001-Actualitat

### A l'equip de l'Argentina
Rimas Alvarez Kairelis va fer el seu primer partit amb la selecció argentina el 3 d'octubre de 1998 contra l'equip del Paraguai.

## Palmarès

### En club
- Finalista del Top 16 del 2004.

### Amb la selecció de l'Argentina
- 50 cop seleccionat
- 4 assaigs
- 20 punts
- Seleccions per any : 3 el 1998, 5 el 2001, 6 el 2002, 7 el 2003, 2 el 2004.